# Click4Sky
Click4Sky byl internetový systém prodeje letenek Českých aerolinií (ČSA), který si kladl za cíl konkurovat nízkonákladovým leteckým společnostem. Společnost nabízela lety do převážně evropských destinací za jednotnou cenu včetně poplatků a tax, a přeprodávala tak volné kapacity letů ČSA. Provozovatelem systému byla společnost ClickforSky, a.s., dceřiná společnost ČSA.

## Historie
České aerolinie oznámily svůj záměr o založení Click4Sky v září 2007. Cílem bylo zvýšení obsazenosti letů doprodejem volných kapacit za ceny konkurující nízkonákladovým společnostem. Jako podmínku si společnost stanovila nutnost nákupu zpáteční letenky přes internet, délku pobytu ze soboty na neděli, nebo alespoň tři dny, a nákup letenky nejpozději měsíc před datem odletu. Od prosince 2007 prodávala Click4Sky letenky také v zahraničí, kde nabízela především lety do Prahy. V roce 2008 činil čistý výdělek z Click4Sky 20 milionů Kč.
Projekt po dvou letech provozu v listopadu 2009 skončil. Stránka byla po skončení dále v provozu, ale už se na ní zobrazovaly pouze vybrané levné spoje. Dle kritiků ČSA za propagaci této značky prodělávaly pouze peníze.